# Cusano Mutri
Cusano Mutri község (comune) Olaszország Campania régiójában, Benevento megyében.

## Fekvése
A megye északnyugati részén fekszik, 60 km-re északkeletre Nápolytól, 35 km-re északnyugatra a megyeszékhelytől. Határai: Cerreto Sannita, Faicchio, Gioia Sannitica, Guardiaregia, Piedimonte Matese, Pietraroja, San Lorenzello és San Potito Sannitico. Campania és Molise régiók határán fekszik.

## Története
Első írásos említése 797-ből származik, amikor a Monte Cassinó-i apátság birtoka volt. Régészeti leletek tanúsága szerint már az ókorban lakott vidék, egyes történészek valószínűsítik, hogy az szamnisz város, Cossa helyén alakult ki. A 14. századtól nemesi birtok. A következő századokban nemesi birtok volt. A 19. században nyerte el önállóságát, amikor a Nápolyi Királyságban felszámolták a feudalizmust.

## Népessége
A népesség számának alakulása:

## Főbb látnivalói
- a középkori központ
- Santi Apostoli Pietro e Paolo-templom
- San Nicola-templom
- San Giovanni Battista-templom